# تیم ملی فوتبال تیمور شرقی
تیم ملی فوتبال تیمور شرقی نماینده کشور تیمور شرقی در مسابقات بین‌المللی و آسیا است که زیر نظر فدراسیون فوتبال تیمور شرقی فعالیت می‌کند.
اولین بازی رسمی این تیم در تاریخ ۲۱ مارس ۲۰۰۳ میلادی در برابر تیم ملی فوتبال سریلانکا برگزار شده‌است.